# Guido Brisebarre
Guido Brisebarre (antes de 1147-después de 1182 o antes de 1192) fue por matrimonio señor (titular) de Cesarea en el Reino de Jerusalén.
Fue el segundo hijo de Guido II Brisebarre, señor de Beirut, y su esposa María.
Se casó en 1182 con Juliana Grenier, hija de Hugo Grenier, señor de Cesarea. Esta heredó el señorío cuando su hermano Gualterio II Grenier murió de sus pretensiones de gobernar Cesarea en 1190, que fue ocupada por el sultán ayubí Saladino. En la tercera cruzada en 1191, el señorío fue recapturado y restaurado. No está claro si Guido por derecho de su esposa, tomó el gobierno de Cesarea o si ya había muerto en ese momento. Lo cierto es que Juliana ya estaba casada con su segundo esposo Aimaro de Lairon en 1193, que apareció por su derecho como señor de Cesarea.
Por su matrimonio con Juliana tuvo cuatro hijos:
- Gualterio Brisebarre (fallecido en 1229), señor de Cesarea, condestable del reino de Chipre;
- Bernardo;
- Isabel, se casó con Reinaldo de Haifa, tesorero del reino de Jerusalén en 1229;
- Berta, se casó con Reinaldo de Soissons, mariscal de Chipre en 1210.